# Negativland

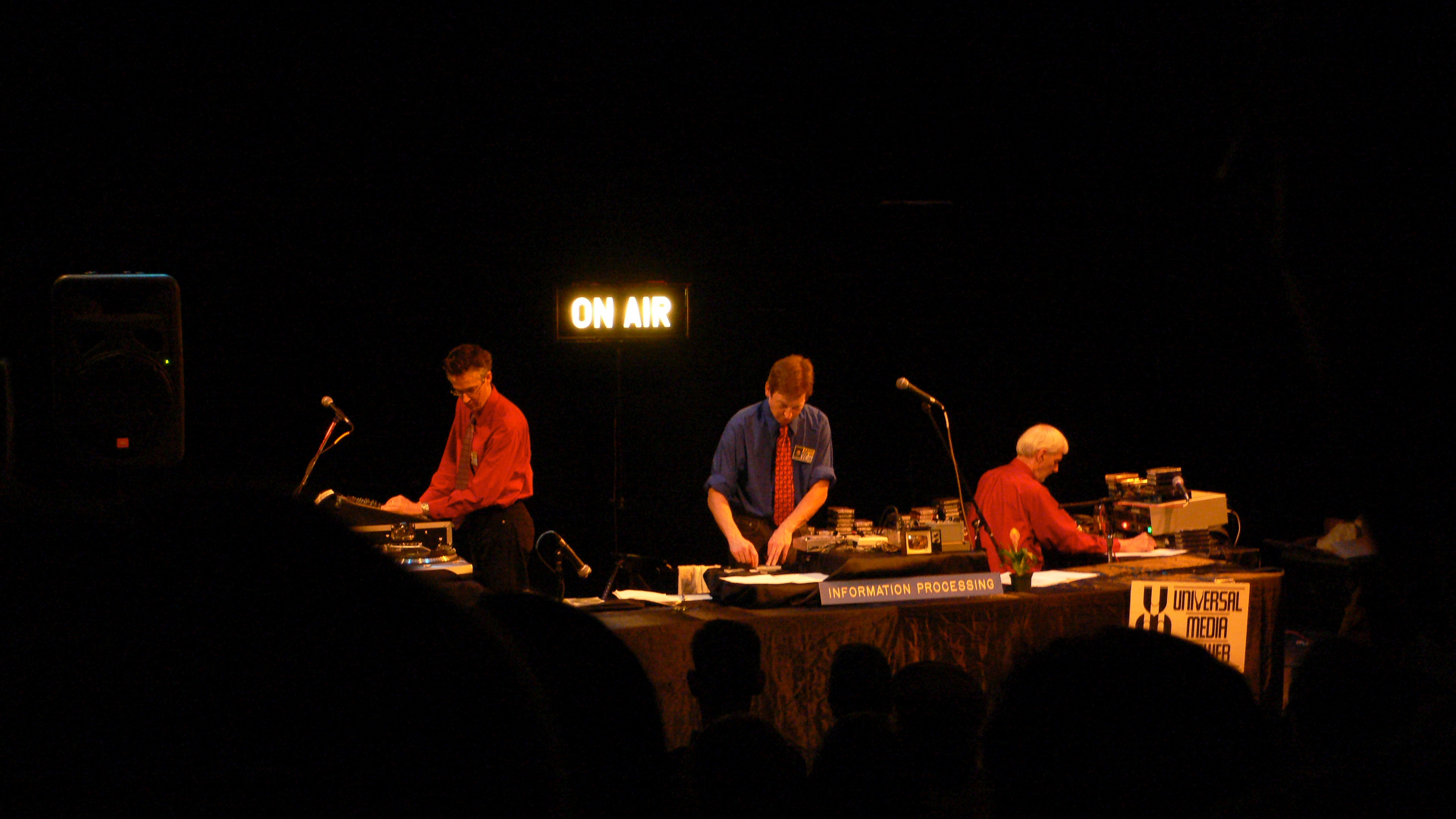
Negativland em concerto.

Negativland é um grupo americano de música experimental originário da zona da Baía de São Francisco no final da década de 1970. O seu nome foi retirado de uma música da banda alemã Neu! . A atual composição do grupo consiste em Mark Hosler, Richard Lyons, Don Joyce, David Wills (The Weatherman), e Peter Conheim. 
Os Negativland lançaram diversos álbuns que vão desde a colagem sonora a aproximações mais musicais ou registos de transmissões via rádio, a maioria deles através da sua própria editora, a Seeland Records. No final da década de 1980 e início da de 1990 produziram vários discos para a editora SST Records, dos quais se destacam Escape from Noise, Helter Stupid , e o EP U2.  Os Negativland foram processados pela editora da banda U2, a Island Records, e pela SST Records , por utilizarem samples sonoros da banda U2, o que lhes trouxe algum prejuízo e notoriedade.
O colectivo é activamente contra as leis atuais de copyright , tendo colaborado com a Creative Commons na elaboração de novas licenças, mais livres. Todo o trabalho do grupo é livre de direitos de autor. 
Desde 1981 o grupo mantém o mais antigo programa de rádio experimental nos Estados Unidos , o Over the Edge , um programa semanal conduzido por Don Joyce, que consiste em três horas de colagem sonora sobre temas específicos. 
Os Negativland vieram por duas vezes a Portugal, em 2008, com It's All In Your Head FM  e em 2012, com Booper Symphony, para concertos em Lisboa  e Porto  e para conferências nas Universidades de Lisboa, Porto  e Algarve. 

## Discografia

### Álbuns
- Negativland (1980)
- Points (1981)
- A Big 10-8 Place (1983)
- Escape from Noise (1987)
- Helter Stupid (1989)
- Free (1993)
- Fair Use: The Story of the Letter U and the Numeral 2 (1995)
- Dispepsi (1997)
- These Guys Are from England and Who Gives a Shit (2001)
- Deathsentences of the Polished and Structurally Weak (2002)
- No Business (2005)
- Thigmotactic (2008)
- It's All In Your Head (2014)
- True False (2019)

### Vídeos
- No Other Possibility (1989; reeditado em 2008 com A Big 10-8 Place)
- Our Favorite Things (2007)

### Over the Edgeradio series
(CDs editados a partir do programa de rádio semanal dos Negativland)
- Over the Edge Vol. 1: JAMCON'84 (1985)
- Over the Edge Vol. 1½: The Starting Line with Dick Goodbody (1985, reedição parcial em 1995)
- Over the Edge Vol. 2: Pastor Dick: Muriel's Purse Fund (1989)
- Over the Edge Vol. 3: The Weatherman's Dumb Stupid Come-Out Line (1990)
- Over the Edge Vol. 4: Dick Vaughn's Moribund Music of the '70s (1990, reedição expandida em 2001)
- Over the Edge Vol. 5: Crosley Bendix: The Radio Reviews (1993)
- Over the Edge Vol. 6: The Willsaphone Stupid Show (1994)
- Over the Edge Vol. 7: Time Zones Exchange Project (1994)
- Over the Edge Vol. 8: Sex Dirt (1995)
- It's All in Your Head FM: Over the Edge Live on Stage (2006)

### EPs
- U2 (1991)
- Guns (1992)
- The Letter U and the Numeral 2 (1992)
- Truth in Advertising (1997)
- Happy Heroes (1998)
- The ABCs of Anarchism (1999) (em conjunto com Chumbawamba)

### Álbuns ao vivo
- Negativconcertland (1993)
- Negativ(e)land: Live on Tour (1997)